# Albitzuelexaga
Albitzuelexaga es una entidad de población española del municipio de Orozco, perteneciente a la provincia de Vizcaya, en la comunidad autónoma del País Vasco.

## Toponimia
El lugar puede encontrarse referido como Albitzuelexaga, Albisu-Elexaga y San Martín.

## Historia
Hacia mediados del siglo XIX, el lugar, una anteiglesia ya por entonces perteneciente al municipio de Orozco, tenía contabilizada una población de 400 habitantes. Aparece descrito en el primer volumen del Diccionario geográfico-estadístico-histórico de España y sus posesiones de Ultramar de Pascual Madoz con las siguientes palabras:

ALBISU-ELEXAGA: anteigl. en la prov. de Vizcaya (4 1/2 leg. á Bilbao), dióc. de Calahorra, part. jud. de Durango (4 1/2); comprendida en el térm. municipal de Orozco (1/2): sit. en el valle y á la falda del peñascal de Garaicorta: su clima es frio, pero sano: unas 78 casas dist. entre sí, forman la pobl. La igl. parr. (S. Martin Ob.) reedificada en 1767 es de una nave de 86 pies de long., y 31 de lat.; está servida por dos beneficiados que presenta la comunidad de religiosas dominicas de S. Juan de Quejana, que como patrona percibia los diezmos; hay en el térm. las ermitas de Ntra. Sra. y Sta. Catalina Vírgen y Mártir: el terreno, en lo general quebrado, le baña el arroyo que, descendiendo del mencionado peñascal, pasa á 50 pasos de la igl., y se une al r. de Orozco, despues de dar impulso á una ferr. y á tres molinos harineros. Prod., maiz, trigo, muchas castañas, manzanas y nueces, varias legumbres y algun lino: cria ganado vacuno, lanar y de cerda: pobl. 76 vec.: 400 alm.: contr. (V. Bilbao.)
(Madoz, 1845, p. 327)

En 2023, la entidad singular de población de Albitzuelexaga tenía empadronados 128 habitantes, 11 de ellos en el núcleo de población de ese nombre y el resto en diseminado.

## Patrimonio
Hay en el lugar una iglesia de San Martín.